# Albidona
Albidona község (comune) Olaszország Calabria régiójában, Cosenza megyében.

## Fekvése
A kisváros a Pollino Nemzeti Park területén, Calabria és Basilicata határán, 810 méteres tengerszint feletti magasságon fekszik. A lakott területek három hegyen helyezkednek el, a Timpone Castellón, a Timpone Frontén és a Timpone Guardianón. Határai: Alessandria del Carretto, Amendolara, Castroregio, Oriolo, Plataci és Trebisacce.

## Története
A település első írásos említése 1106-ból származik. 

## Népessége
A népesség számának alakulása:

## Főbb látnivalói
- San Michele Arcangelo-templom
- Sant’Antonio da Padova-templom
- Madonna del Cafaro-templom
- Palazzo Chidichimo
- Palazzo Mele
- Palazzo Scillone